# Księstwo Aten
Księstwo Aten – księstwo feudalne istniejące w latach 1205–1460. Powstało po zdobyciu Bizancjum przez krzyżowców. Było lennem Królestwa Tesaloniki, obejmowało Attykę i Beocję w środkowej Grecji i północno-wschodnią część półwyspu peloponeskiego.

## Dzieje Księstwa

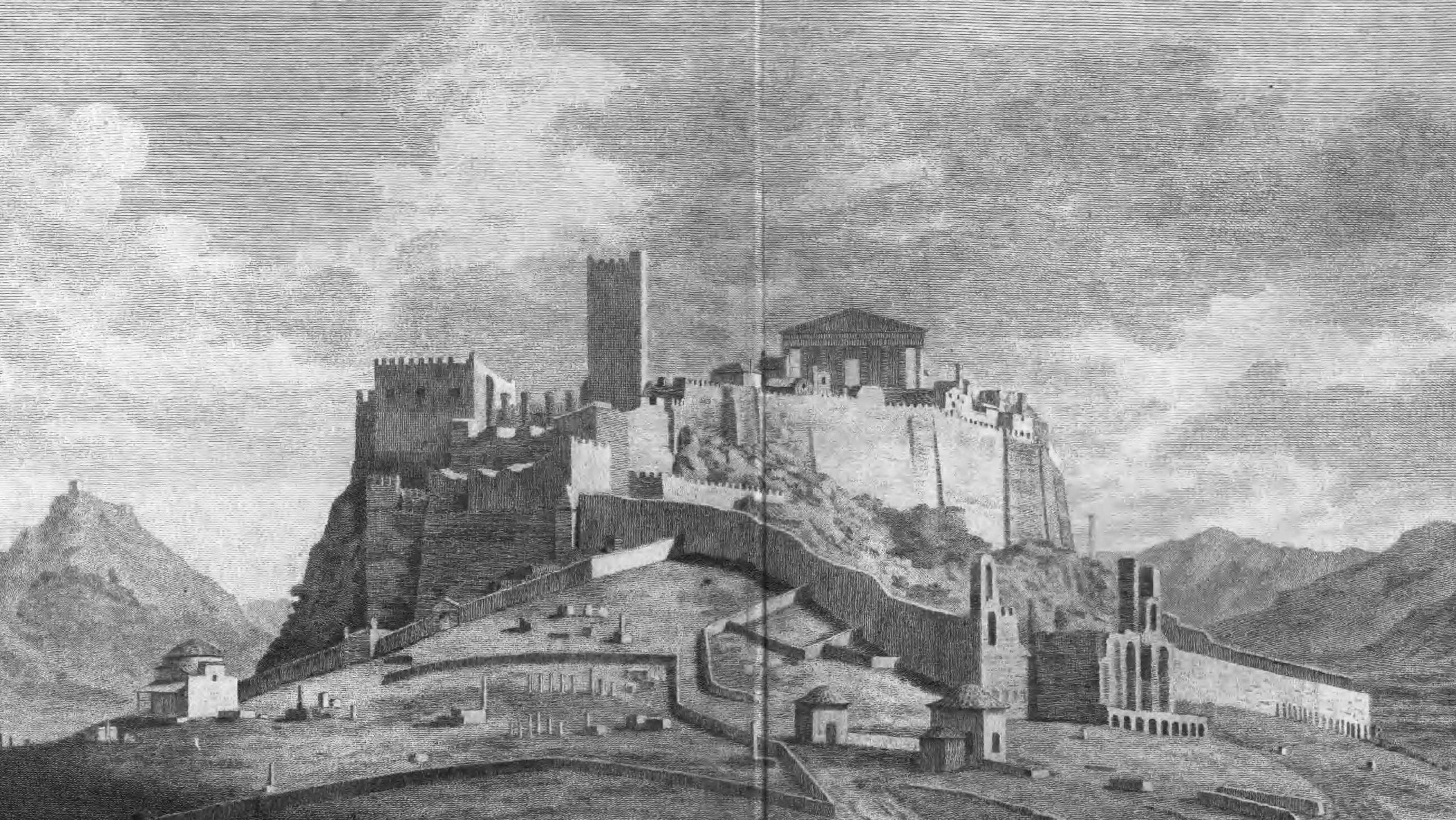
Widok na Akropol autorstwa Jamesa Stuarta

### Okres frankoński
Księstwo powstało w wyniku podboju państwa utworzonego w latach 1200 – 1204 w Attyce, Beocji i północno-wschodnim Peloponezie przez urzędnika cesarskiego Leona Sgurosa. Jesienią 1204 roku dowodzeni przez Bonifacego z Montferratu krzyżowcy zajęli Beocję z Tebami oraz Attykę, zdobyli też niezależne od Sgurosa Ateny. W 1205 roku wkroczyli na Peloponez i oblegli siły Sgurosa w Koryncie i Nauplii. Bonifacy, który z terenów po Cesarstwie Bizantyńskim wykroił sobie w północnej Grecji Królestwo Tesaloniki oddał zdobyte ziemie jako lenno Ottonowi de la Roche. W 1210 roku został ostatecznie zdobyty Korynt. W 1212 roku władca sąsiedniej Achai zdobył Argos i Nauplię i przekazał je jako lenno Ottonowi de la Roche. Władcy Księstwa Aten pozostawali w zależności lennej od Królestwa Tesaloniki do czasu jego likwidacji w 1224 roku przez Teodora Angeloas Dukasa Komnena, władcę Epiru.
Księstwo zażywało w XIII stuleciu długiego okresu pokoju, z rzadka tylko władcy Aten angażowali się poza granicami państwa po stronie swoich sojuszników: w 1236 i 1238 roku udzielili pomocy zagrożonemu przez Cesarstwo Nicejskie cesarzowi łacińskiemu; w 1256 roku wsparli Eubeę przeciw Achai, co sprowadziło w 1258 roku najazd księcia Achai Wilhelma II Villehardouin na Beocję; w 1275 roku udzieli pomocy władcy Tesalii przeciw Bizancjum. Produkcja jedwabiu w rejonie Teb i handel nim z Wenecją i Genuą zapewniały stabilną sytuację ekonomiczną.
W 1308 roku po śmierci ostatniego władcy z rodu de la Roche, księciem Aten został wybrany Walter z Brienny. Snując plany podboju sąsiedniej Tesalii Walter zaprosił w 1310 roku do Aten żołnierzy Kompanii Katalońskiej. Nieporozumienia pomiędzy Katalończykami a księciem Aten doprowadziły do bitwy nad rzeką Kefisos w 1311 roku. Książę Aten poniósł śmierć, a wraz z nim większa część jego wojska. Księżna Aten, wdowa po Walterze, Joanna została wyparta z Aten. Zdołała jednak utrzymać w swoim ręku Argos i Nauplię. Miasta te pozostały we władaniu rodu z Brienne do 1381 roku.

### Ateny pod rządami Kompanii Katalońskiej
W 1311 roku władzę w Atenach objęła Kompania Katalońska. Zagrożeni przez sąsiadów w 1312 roku poddali się pod zwierzchnictwo Aragońskiego Królestwa Sycylii w osobach wyznaczanych im książąt aragońskich. Faktyczną władzę w Atenach sprawowali wyznaczani przez księcia namiestnicy. W pierwszych latach istnienia katalońskiego księstwa Aten Katalończycy odparli najazdy władców Tesalii, Epiru, Wenecjan z Eubei oraz młodego księcia Waltera z Brienne. W następnych latach: zajęli południową część Tesalii ze stolicą Neopatras po upadku państwa Angelosów w 1318 roku; prowadzili wojnę z Wenecjanami o posiadłości w Eubei; stopniowo jednak łupieżczy charakter Kompanii zaczął się zmieniać. W 1332 roku odparli chroniąc się za murami swoich twierdz kolejny najazd księcia Waltera z Brienne. Jednocześnie w państwie zaczęły narastać konflikty wewnętrzne. Odwołanie w 1359 roku cieszącego się dużym zaufaniem namiestnika Jakuba Fadrique i przysłanie w jego miejsce Piotra z Pou narzucającego w sposób apodyktyczny swe decyzje doprowadziło do wybuchu buntu. W 1362 roku Piotr z Pou i jego stronnicy zostali zamordowani w Tebach. Katalończycy wypowiedzieli posłuszeństwo księciu aragońskiemu. Władzę przejął Jakub Fadrique. Ostatecznie w 1367 roku książę aragoński Fryderyk III sycylijski odzyskał wpływy w państwie, ale wewnętrzne tarcia i konflikty już nie ustąpiły. W 1379 najemnicy z Nawarry odebrali Katalończykom Teby, gdzie do 1388 roku sprawowali władzę pod wodzą Jana z Uturbia.

### Rządy Acciaiuolich
W 1371 roku zarządzający baroniami na Peloponezie Nerio I Acciaiuoli zajął Korynt. W ciągu następnych 17 lat odebrał Katalończykom Attykę, a Nawaryjczykom Beocję z Tebami. W ten sposób Księstwo na ponad 80 lat przeszło pod władze florenckiego rodu Acciaiuoli. W 1394 roku na mocy testamentu Neria I Beocję i Teby objął jego syn Antoni, a resztę Księstwa córka Franciszka z mężem Karolem I Tocco. W rezultacie walk sukcesyjnych pomiędzy Karolem Tocco a Teodorem I Paleologiem, despotesem Morei, Ateny opanowali wówczas Wenecjanie i utrzymali się w nich do 1403 roku. Ostatecznie ziemie Księstwa zjednoczył po swoim panowaniem syn Neria, Antoni I Acciaiuoli.

### Schyłek i upadek
Po jego śmierci w 1435 roku Księstwo weszło w okres schyłkowy. O władzę w państwie walkę toczyli synowie zmarłego Nerio II i Antoni II, wypierając się kolejno z Aten. W 1451 roku, po śmierci Neria II władzę objął małoletni Franciszek I Acciaiuoli, a faktycznie jego matka Klara Zorzi i jej kochanek. W 1455 ich rządy zostały obalone przez Turków, którzy osadzili na tronie Franciszka II Acciaiuoli. W 1456 Turcy zajęli Attykę i Ateny zostawiając Franciszkowi II niepewne rządy nad Beocją i Tebami. W 1460 roku z rozkazu sułtana Mehmeda II Franciszek został zgładzony. Wraz z jego śmiercią przestało istnieć Księstwo Aten.

## Władcy Księstwa Aten

### Ród z la Roche
- Otto de la Roche (1205-1225)
- Guy I de la Roche (1225-1263)
- Jan I de la Roche (1263-1280)
- Wilhelm I de la Roche (1280-1287)
- Guy II de la Roche (1287-1308)

### Ród z Brienny
- Walter V z Brienny (1308-1311)
- Joanna z Châtillon (1311)

### Księstwo we władaniu Kompanii Katalońskiej
- Roger Deslaur (1311-1312)
- od 1312 roku pod zwierzchnictwem książąt aragońskich z Sycylii
  - Manfred Aragoński (1312-1317)
    - Berenguer Estanyol (1312-1316) – namiestnik

  - Wilhelm II Aragoński (1317-1338)
    - Alfonso Fadrique (1316-1330) – namiestnik
    - Odo de Novelles (1330-1332) – namiestnik
    - Mikołaj Lancia (1332-) – namiestnik

  - Jan II (1338-1348)
  - Fryderyk I (1348-1355)
  - Fryderyk III Sycylijski (1355-1377)
    - Jakub Fadrique (1356-1359) – namiestnik
    - Piotr z Pou (1359-1362) – namiestnik
    - Jakub Fadrique (1362-1367) – faktyczny władca

  - Maria Sycylijska (1377-1388)
  - Piotr IV Aragoński (1381-1387) – razem z Marią, faktyczny władca
- Jan z Uturbia (1380-1388) – w Tebach

### Ród Acciaiuoli
- Nerio I Acciaiuoli (1388-1394)
- Franciszka Acciaiuoli (1394-1395) – w Atenach
  - wraz z mężem Karolem I Tocco
- okupacja wenecka Aten (1395-1403)
- Antoni I Acciaiuoli (1394-1403) – w Tebach
- Antoni I Acciaiuoli (1403-1435) – w całym państwie
- Nerio II Acciaiuoli (1435-1439)
- Antoni II Acciaiuoli (1439-1441)
- Nerio II Acciaiuoli (1441-1451)
- Franciszek I Acciaiuoli (1451-1455)
  - Klara Zorzi (1451-1455) – regentka
    - wraz ze swym kochankiem Bartłomiejem Contarinim
- Franciszek II Acciaiuoli (1455-1456)
- Franciszek II Acciaiuoli (1456-1460) – w Tebach